# Grammitis lasiosora
Grammitis lasiosora là một loài dương xỉ trong họ Polypodiaceae. Loài này được Blume Ching mô tả khoa học đầu tiên năm 1940.